# Centralny Dworzec Autobusowy w Mińsku
Centralny Dworzec Autobusowy (biał. Цэнтральны аўтавакзал, Centralny autawakzał, ros. Центральный автовокзал, Centralnyj awtowokzał) – dworzec autobusowy w Mińsku na Białorusi, mieszczący się przy ul. Bobrujskiej 6, w centralnej części miasta na placu Przydworcowym.

## Historia

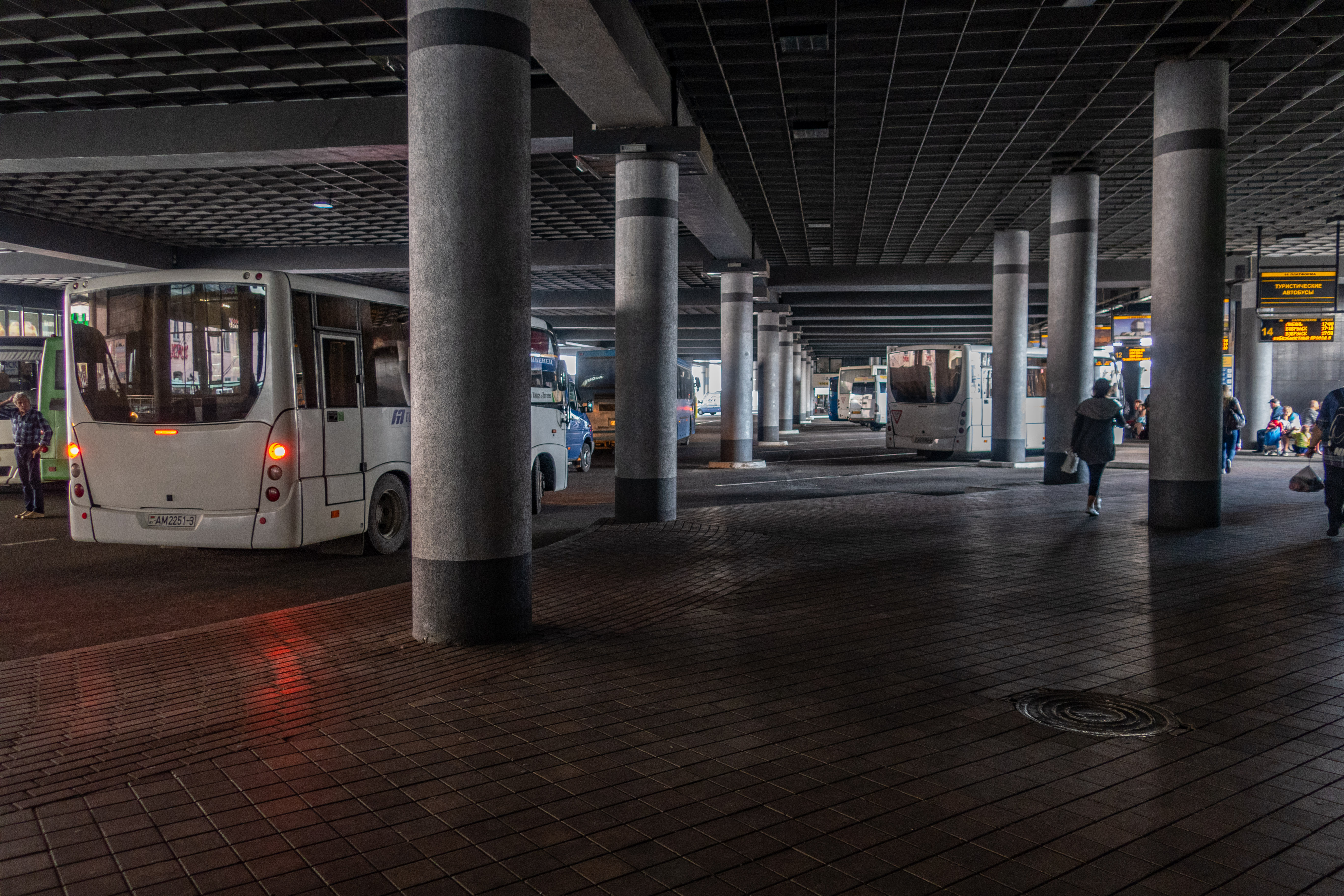
Wewnątrz dworca autobusowego (2019 rok)

Otwarty w 1962 roku. W sierpniu 2007 roku zamknięty na czas przebudowy. W listopadzie stary dwupiętrowy budynek rozebrano, a na jego miejscu rozpoczęła się budowa nowego zespołu dworcowego. Koniec robót zaplanowany jest na rok 2011.